# Породица Кенеди
Породица Кенеди америчка је породица, чији је најпознатији члан био, Џон Ф. Кенеди, председник САД-а 1961–1963.
Породица Кенеди води порекло од Патрика Кенедија (1823–1858) који је напустио Ирску 1849. и емигрирао у САД. Син, Патрик Џозеф Кенеди, (1858– 1929) био је први политичар у породици и члан Масачусетсовог конгреса. Од 1927. породица Кенеди је настањена у Хјанис Порту у Масачусетсу. Породицу Кенеди тренутно заступа Керолајн Кенеди, кћерка Џона Ф. Кенедија.

## Чланови породице
| Име | Име                            | Рођен               | Умро               | Старост | Политичке функције | Супружник                                                                         | Деца |
| --- | ------------------------------ | ------------------- | ------------------ | ------- | --- | --------------------------------------------------------------------------------- | --- |
|     | Патрик Џозеф Кенеди            | 14. јануар 1858.    | 18. мај 1929.      | 71 год. | Члан Представничког дома Масачусетса (1884–1889) Члан Сената Масачусетса (1889–1895)                                  | Мери Августа Хајки                                                                | - Џозеф Патрик - Францис Бенедикт - Мери Лорета - Маргарет Луиз |
|     | Џозеф Патрик Кенеди Старији    | 6. септембар 1888.  | 18. новембар 1969. | 81 год. | Амбасадор САД у Уједињеном Краљевству (1938–1940)                                                                     | Роуз Фицџералд                                                                    | - Џозеф Патрик - Џон Фицџералд - Роузмери - Кетлин - Јунис Мери - Патрисија Хелен - Роберт Францис - Жин Ан - Едвард Мур                                                                                  |
|     | Џозеф Патрик Кенеди Млађи      | 15. јул 1915.       | 12. август 1944.   | 29 год. | нема | нема                                                                              | нема |
|     | Џон Фицџералд Кенеди           | 29. мај 1917.       | 22. новембар 1963. | 46 год. | Председник САД (1961–1963) Сенатор САД из Масачусетса (1953–1960) Члан Представничког дома из Масачусетса (1947–1953) | Џеклин Кенеди Оназис                                                              | - Арабела - Керолајн - Џон Фицџералд - Патрик Бувијер |
|     | Роберт Францис ''Боби'' Кенеди | 20. новембар 1925.  | 6. јун 1968.       | 42 год. | Сенатор САД из Њујорка(1965–1968) Државни правобранилац Сједињених Америчких Држава(1961–1964)                        | Етел Скакел                                                                       | - Кетлин Хартингтон - Џозеф Патрик II - Роберт Францис - Дејвид Ентони - Мери Коуртни - Мајкл Лемојн - Мери Кери - Кристофер Џорџ - Метју Максвел Тејлор'''Макс'' - Даглас Херимен - Рори Елизабет Катрин |
|     | Едвард Мур ''Тед'' Кенеди      | 22. фебруар 1932.   | 25. август 2009.   | 77 год. | Сенатор САД из Масачусетса (1962–2009)                                                                                | - Вирџинија Жоан Бенет (1958–1992) - Викторија Ан Кенеди (1992–његова смрт, 2009) | - Кара Ан - Едвард Мур - Патрик Џозеф II |
|     | Џозеф Патрик Кенеди II         | 24. септембар 1952. | жив                | 72 год. | Члан Представничког дома САД из Масачусетса (1987–1999)                                                               | - Шеила Бревстер Рауч (1979-1991) - Ане Кели (1993-)                              | - Метју Рауч - Џозеф Патрик III |
|     | Роберт Францис Кенеди Млађи    | 17. јануар 1954.    | жив                | 71 год. | Председнички кандидат 2024.                                                                                           | - Емили Блек (1982-1994) - Мери Ричардсон (1994-2010) - Шерил Хајнс (2014-)       | - Кира Лемојн - 5 непознатих |
|     | Керолајн Бувијер Кенеди        | 27. новембар 1957.  | жив                | 67 год. | Амбасадор САД у Аустралији (2022–трен) Амбасадор САД у Јапану (2013–2017)                                             | Едвин Шлозберг                                                                    | - Роуз - Татиана Келиа - Џон Бувијер |
|     | Џон Фицџералд Кенеди Млађи     | 25. новембар 1960.  | 16. јул 1999.      | 38 год. | нема | Керолајн Бесет-Кенеди                                                             | нема |
|     | Џозеф Патрик Кенеди III        | 4. октобар 1980.    | жив                | 44 год. | Специјални изасланик САД за Ирску (2022–трен) Члан Представничког дома из Масачусетса (2013–2021)                     | Лорен Бирчфилд                                                                    | - Еланор - Џејмс |

## Спољашне везе
- The Kennedys: A Family Tree, St. Petersburg Times
- Kennedy Family Tree, The New York Times
- The Forrestal Kennedy Connection,
- Kennedy Family, The Political Graveyard